# Eleana Christinaki
Eleana Christinaki (grec. Ελεάννα Χριστινάκη; ur. 16 grudnia 1996 w Paralimni) – cypryjsko-grecka koszykarka, występująca na pozycji niskiej skrzydłowej, reprezentantka Grecji, od 2023 zawodniczka Olympiakosu Pireus.

## Osiągnięcia
Stan na 7 kwietnia 2025, na podstawie, o ile nie zaznaczono inaczej.

### NCAA
- Uczestniczka rozgrywek:
  - II rundy turnieju NCAA (2018)
  - turnieju NCAA (2016, 2018)
- Zaliczona do:
  - I składu debiutantek SEC (2016)
  - składu honorable mention All-Big Ten (2018)
- Zawodniczka tygodnia konferencji Big Ten Honor Roll (26.12.2017, 12.02.2018)
- Najlepsza pierwszoroczna zawodniczka tygodnia konferencji SEC (3x)

### Drużynowe
- Mistrzyni:
  - Grecji (2013, 2024)[6][7]
  - Belgii (2019)[8]
- Wicemistrzyni Grecji (2012, 2023)[9]
- Zdobywczyni pucharu:
  - Grecji (2023, 2025)[9]
  - Belgii (2019)
- Finalistka Pucharu Grecji (2014)
- Uczestniczka rozgrywek:
  - Euroligi (2018/2019, 2022/2023, od 2024)
  - Eurocup (2018/2019, 2023/2024, od 2024)

### Indywidualne
(* – nagrody przyznane przez portal eurobasket.com)
- Najlepsza zawodniczka krajowa ligi greckiej (2023)*[9]
- Największy postęp ligi greckiej (2014)*[10]
- Zaliczona do*:
  - I składu:
    - ligi greckiej (2023)[9]
    - najlepszych zawodniczek krajowych ligi greckiej (2014, 2023)[10][9]

  - honorable mention ligi:
    - greckiej (2024)[7]
    - hiszpańskiej (2021)[11]

### Reprezentacja
Seniorska
- Uczestniczka:
  - mistrzostw:
    - świata (2018 – 11. miejsce)
    - Europy (2015 – 10. miejsce, 2017 – 4. miejsce, 2021 – 16. miejsce, 2023 – 11. miejsce)

  - kwalifikacji do mistrzostw Europy (2017, 2019, 2021, 2023)

Młodzieżowe
- Wicemistrzyni Europy: 
  - U–20 dywizji B (2015)
  - U–16 dywizji C (2011)
- Uczestniczka mistrzostw:
  - Europy: 
    - U–20 (2013 – 9. miejsce, 2016 – 14. miejsce)
    - U–18 (2013 – 10. miejsce, 2014 – 14. miejsce)
    - U–16 (2012 – 10. miejsce)
    - U–16 dywizji C (2010 – 4. miejsce, 2011)
- Zaliczona do I składu mistrzostw Europy U–20 dywizji B (2015)